# Phyllodactylus paralepis
Espèce
Phyllodactylus paralepis est une espèce de geckos de la famille des Phyllodactylidae.

## Répartition
Cette espèce est endémique de Guanaja dans les îles de la Baie au Honduras.

## Publication originale
- McCranie & Hedges, 2013 : A new species of Phyllodactylus (Reptilia, Squamata, Gekkonoidea, Phyllodactylidae) from Isla de Guanaja in the Honduran Bay Islands. Zootaxa, no 3694 (1), p. 51–58.